# Rites de l'Église catholique

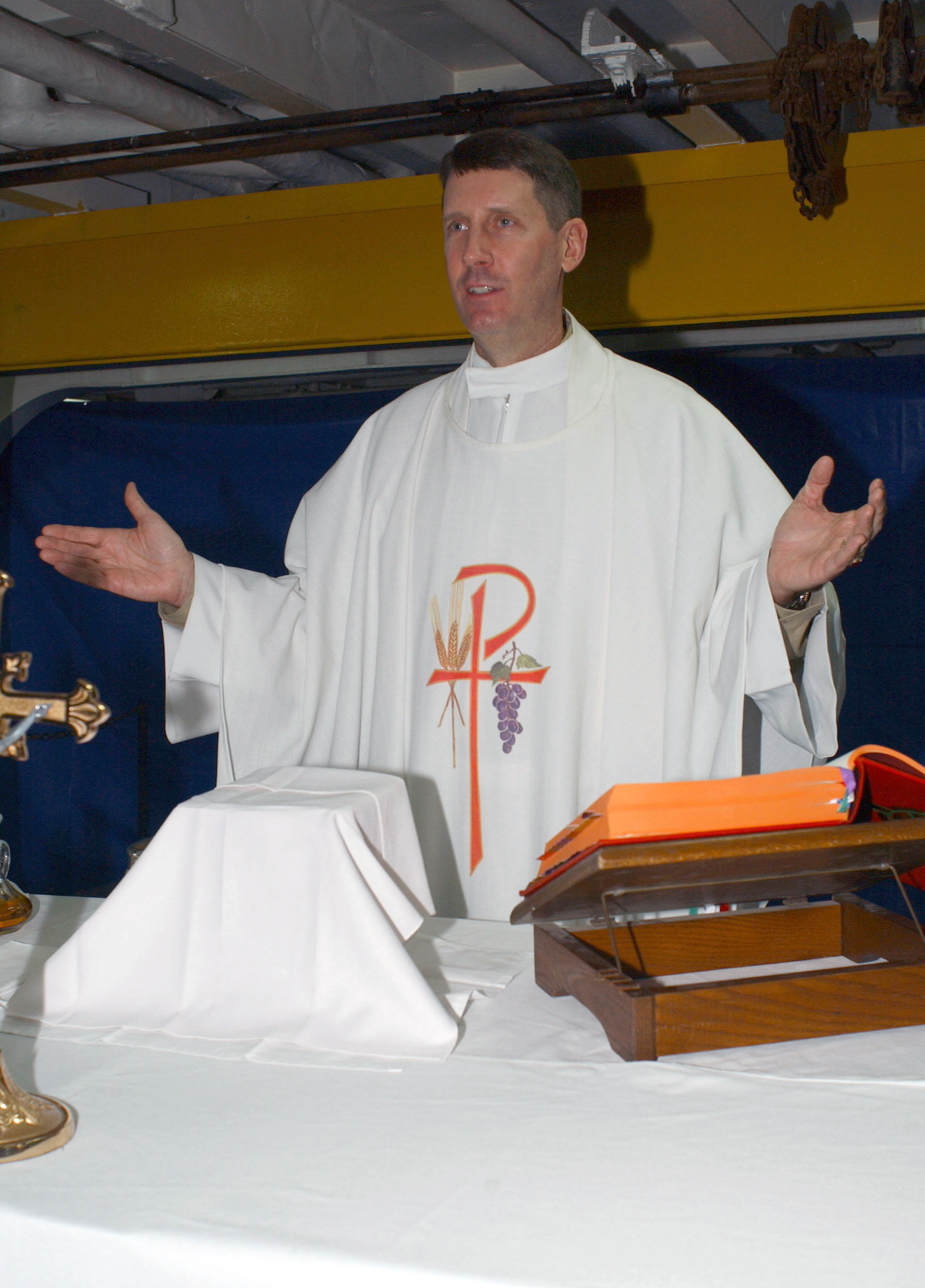
Messe à bord d'un navire.

L'Église catholique emploie équivalemment le terme « rite » pour désigner l'ensemble des rites et des cérémonies de la liturgie catholique :
- les rites liturgiques, manières de célébrer les mystères de la religion, classées en deux familles, celles des rites occidentaux, d'inspiration latine, et celles des six rites orientaux, d'inspiration grecque;
- les liturgies de « rite » ou rituel, cérémonies du culte qui sont propres ou communes à chacune de ces deux familles de rite (liturgie de la messe, de la parole, du Vendredi saint, des Heures, etc.).

## Les rites ou liturgies occidentales et orientales
L'Église catholique a connu au gré de son histoire, et connaît encore dans le monde, plusieurs différences de liturgie, toutes unies dans la foi. Plusieurs rites liturgiques peuvent coexister dans un même diocèse (par exemple dans l'archidiocèse de Braga) ou dans une même Église (par exemple au Liban).
Ces rites se différencient selon des critères ecclésiologiques, géographiques, culturels ou linguistiques, selon une tradition pluriséculaire. Ils se sont manifestés (et ont été maintenus) pour des raisons principalement culturelles.
En effet, l'objet d'un rite est d'accompagner les fidèles dans la célébration « en prenant pour fin la piété du célébrant et des fidèles ». Il s'inscrit donc dans un référentiel culturel donné et vient servir la célébration en s'exprimant selon ses codes culturels.
Les rites liturgiques sont groupés en deux familles : 
- celles des rites occidentaux, d'inspiration latine, sobrement majestueuses en Occident ;
- celles des six rites orientaux, d'inspiration grecque, fastueuses et éblouissantes en Orient.

### Rites latins

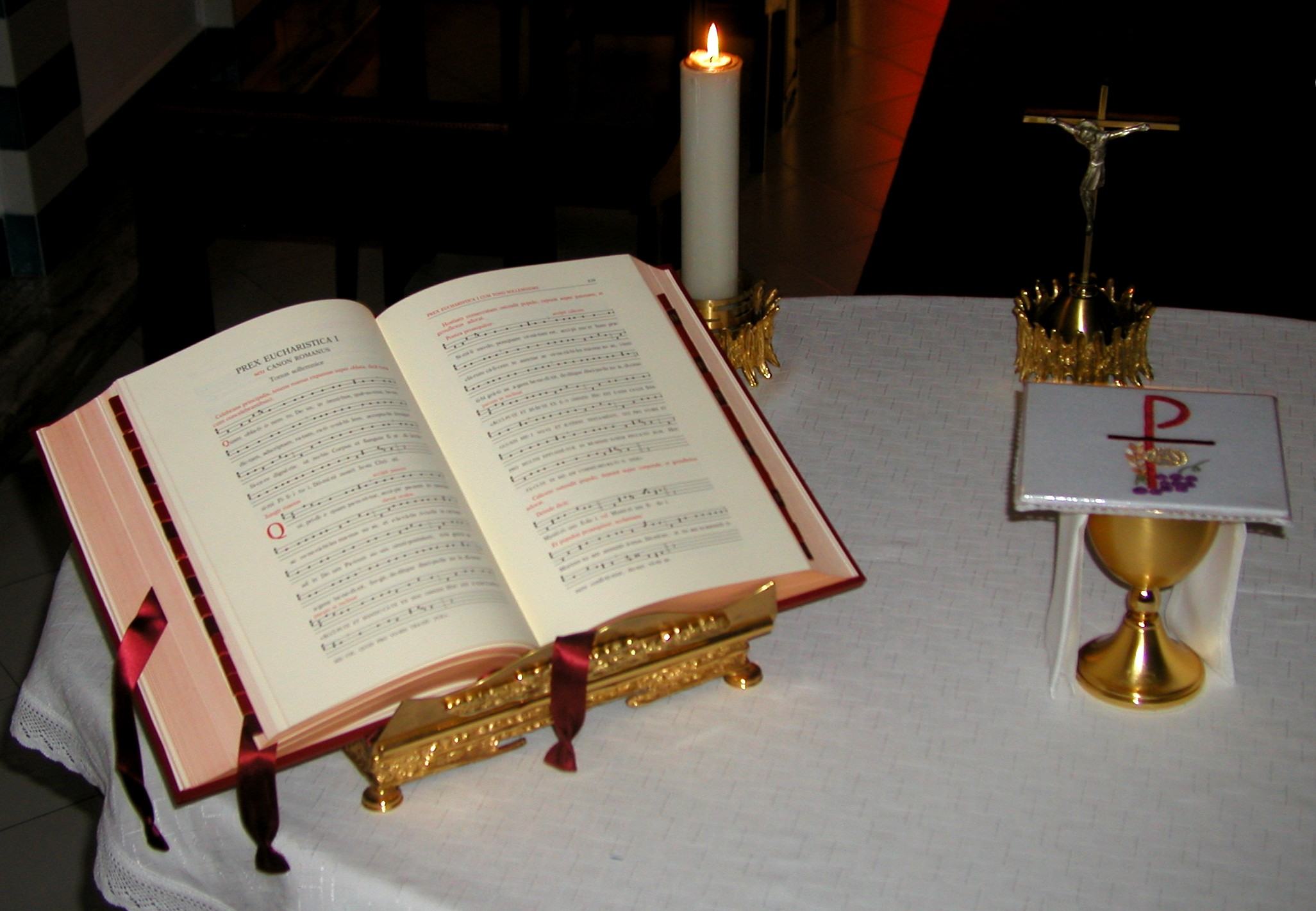
Dernière édition (2002) du Missel romain.

Le rite habituel dans l'Église catholique latine est le rite romain, qui est à l'origine le rite de l'Église de Rome et a été étendu à toute l'Église en 1570.
Outre le rite romain existent toutefois quelques rites particuliers, utilisés par des diocèses ou des communautés particuliers pour des raisons historiques (rites dominicain, ambrosien, mozarabe, cartusien, de Braga) ou pastorales (rites zaïrois et pour les ordinariats personnels pour des ex-anglicans, voire seulement par quelques paroisses, comme dérogation à l'usage ordinaire (rite lyonnais).

### Les principaux rites latins en vigueur

#### Rite romain

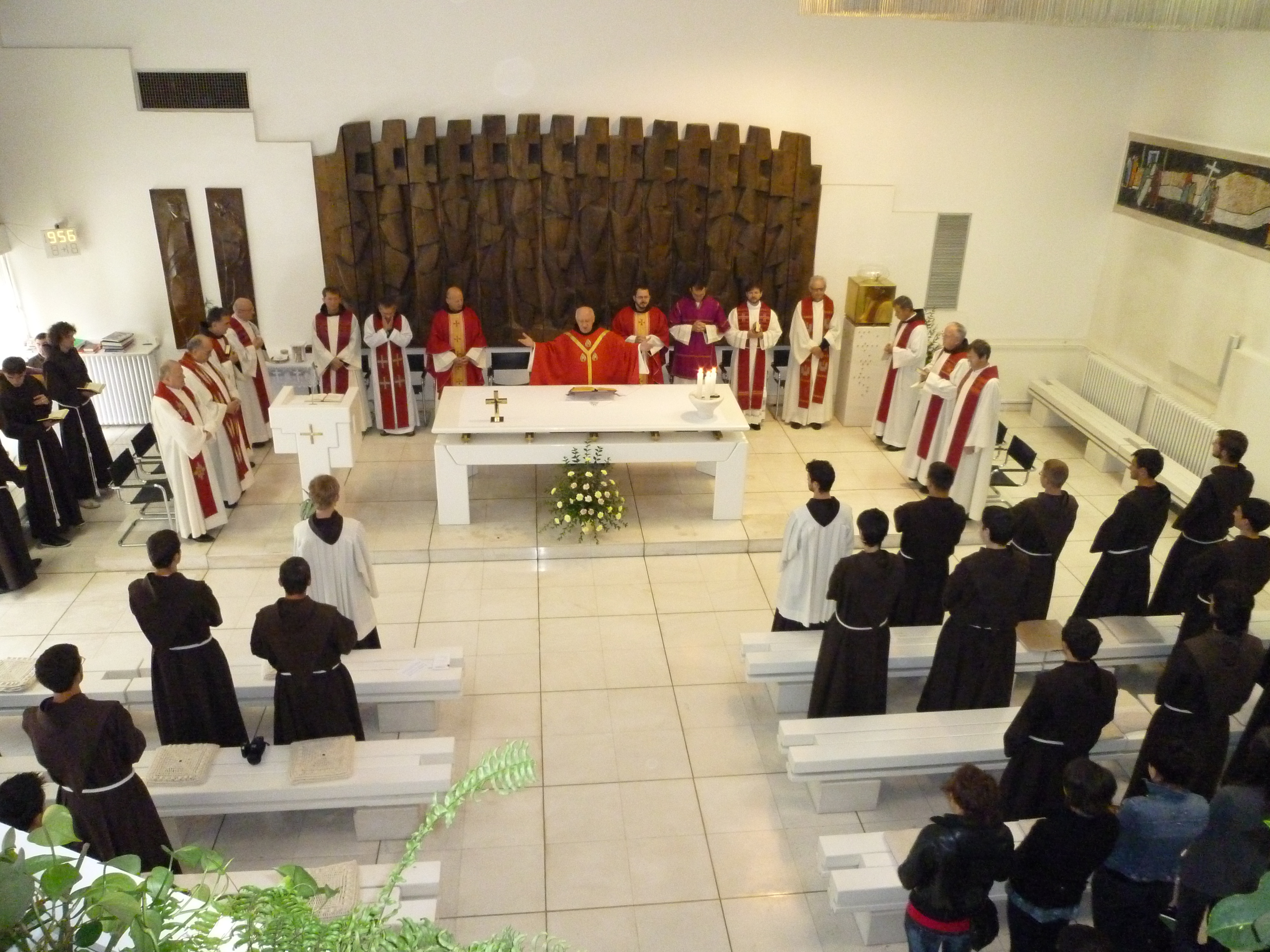
Messe en rite romain à l'université théologique franciscaine de Sarajevo.

Le rite romain est le rite majoritaire de l'Église catholique. Pour environ un milliard de fidèles, il représente la manière dont sont célébrés la messe (Missel romain), les autres sacrements (rituel romain), la liturgie des heures ou l'office divin (Bréviaire) et les autres cérémonies liturgiques (Rituel et Cérémonial des Évêques).
Dans des cas particuliers et en conformité avec la réglementation du motu proprio Traditionis custodes de 2021 le Saint-Siège et certains évêques diocésains ont permis l'utilisation encore de la forme du rite romain qui était en vigueur en 1962.

#### Rite ambrosien
Le rite ambrosien est en vigueur dans le diocèse de Milan et dans trois vallées tessinoises, Leventina, Blenio et Riviera. Il est attesté dès le IXe siècle. Sa liturgie est assez proche du rite romain, mais a un certain nombre de caractéristiques propres.
Le rite a été réformé après le Concile de Vatican II selon les mêmes principes que le rite romain, avec, en particulier l'emploi du vernaculaire, et une profonde réforme des rites d'ouverture et d'offertoire.

#### Rite dominicain
Le rite dominicain est à l'origine la manière de célébrer la messe et les sacrements dans l'ordre dominicain. Ayant été abandonné au profit du rite romain révisé en 1970 par l'Ordre des Prêcheurs, il est aujourd'hui maintenu par les fraternités Saint-Vincent-Ferrier et Saint-Dominique ainsi que par quelques pères dominicains. Aux États-Unis, le rite reprend de la vigueur dans la province dominicaine de Portland (Oregon) et à la Cathédrale de la Sainte-Famille d'Anchorage (Alaska).

#### Rite cartusien
Le rite cartusien est la manière de célébrer la messe et les sacrements dans l'ordre des Chartreux. Il est indissociable de la manière de vivre des Chartreux, et ne peut être compris indépendamment. En comparaison avec le rite romain, le rite cartusien se caractérise par sa grande sobriété quant aux formes extérieures, son hiératisme et son recueillement, son sens du sacré et de l'adoration.
En accord avec le Saint-Siège, lors des réformes du rite romain de 1970, les chartreux choisirent de garder leur rite propre, plus propice à la contemplation et adapté à la vie en solitude sans finalité pastorale. Ils entreprirent néanmoins une révision générale de tous leurs livres liturgiques et adoptèrent plusieurs éléments du rite romain rénové ; ces réformes furent introduites lentement et en douceur, en laissant toujours aux religieux et aux communautés le choix entre une formule ancienne et une formule rénovée.

#### Rite mozarabe
Le rite mozarabe fut le rite des diocèses catholiques de l'Espagne à partir du VIIe siècle. Il est aujourd'hui célébré dans le diocèse de Tolède, à égalité avec le rite romain. Héritière directe de la liturgie wisigothe, cette liturgie est influencée à la fois par le christianisme oriental, par la liturgie romaine et quelques traditions musulmanes.
Le rite présente de notables différences avec le rite romain. Ainsi lors de la messe, neuf oraisons sont récitées, trois passages des Évangiles sont lus et la communion se fait systématiquement sous les deux espèces. Les images et le cérémonial prennent une place importante, donnant au rite une beauté qui peut expliquer le soutien que le rite a conservé même après l'introduction dans la péninsule ibérique du rite romain.

#### Rite lyonnais
Le rite lyonnais (ritus lugdunensis) est attesté comme rite propre de l'archidiocèse de Lyon, dès le IXe siècle, mais à la différence des rites ambrosien ou mozarabe, il a quasiment disparu depuis la réforme liturgique demandée par le Concile Vatican II et la promulgation du nouveau Missel romain en 1969. Toutefois, certaines de ses caractéristiques (surtout des points de détail) persistent dans la liturgie célébrée dans certaines églises de Lyon, par exemple à la primatiale Saint-Jean-Baptiste. Ainsi, par exemple, le rite de l'encensement est différent : il se fait à chaîne longue, à l'orientale, et non à chaîne courte comme dans le rite romain.

#### Rite de Braga
Le rite de Braga est le rite en vigueur dans l'archidiocèse de Braga, au nord du Portugal. Il est apparenté aux rites mozarabe et romain et remonte au VIe siècle.

#### Rite zaïrois
Le rite zaïrois est une variante du rite romain approuvée par Rome en 1988, ad experimentum. Il correspond à la mise en pratique de l'idée d'inculturation, cherchant à impliquer les fidèles dans la liturgie par la reconnaissance et la prise en compte de la culture locale. Le rite zaïrois insiste sur la participation active de l'assemblée qui se manifeste notamment par la danse comme expression de la foi (hors Avent et Carême), l'invocation des saints et des ancêtres comme expression de la communion universelle, et le kyrie renvoyé après le credo et suivi immédiatement de l'échange de la paix.

#### Usage anglican
Une forme du rite romain, appelée « Divine Worship » est en vigueur dans les ordinariats personnels de Notre-Dame de Walsingham, de la chaire de Saint-Pierre et de Notre-Dame de la Croix du Sud.
Dans le cadre des discussions avec les membres de la communion anglicane qui souhaitaient rejoindre la pleine communion avec Rome, le Saint-Siège offrit d'établir une structure particulière pour les accueillir, et qui aurait pour objectif d'assurer « que soient maintenues au sein de l'Église catholique les traditions liturgiques, spirituelles et pastorales de la Communion anglicane, comme un don précieux qui nourrit la foi des membres de l'ordinariat et comme un trésor à partager ». Ainsi, ils usent une forme du rite romain qui comprend des éléments issus de la tradition anglicane, avec ses règles propres et son calendrier liturgique propre.

### Rites orientaux
Les rites orientaux sont le propre des Églises catholiques orientales. Ils se caractérisent par une grande ressemblance avec les rites orthodoxes des mêmes régions.
Il existe six grands rites orientaux : 
- le rite copte, qui est à l'origine le rite de l'Église d'Alexandrie (église catholique copte) ;
- le rite byzantin, qui est à l'origine le rite de l'Église de Constantinople (églises grecques-catholiques) ;
- le rite maronite ou rite syriaque occidental, qui est à l'origine le rite de l'Église d'Antioche (églises maronite, catholique syriaque et syro-malankare) ;
- le rite chaldéen ou rite syriaque oriental, qui est à l'origine le rite de l'Église de Perse (églises catholique chaldéenne et syro-malabare) ;
- le rite arménien, apparenté aux rites syriaque occidental et byzantin (église catholique arménienne) ;
- le rite guèze, qui est une variante du rite copte comportant des pratiques de l'Ancien Testament (église catholique éthiopienne).

## Tableau des rites de l'Église catholique
|          |               | Rite (groupe)                 | Rite | Nom                                          | Groupe                            | Église catholique              |
| -------- | ------------- | ----------------------------- | --- | -------------------------------------------- | --------------------------------- | ------------------------------ |
| 1        | Rite oriental | Rite alexandrin               | Rite copte | Église catholique copte                      | Églises patriarcales              | Églises catholiques orientales |
| 2        | Rite oriental | Rite alexandrin               | Rite guèze | Église catholique éthiopienne                | Églises métropolitaines           | Églises catholiques orientales |
| 2        | Rite oriental | Rite alexandrin               | Rite guèze | Église catholique érythréenne                | Églises métropolitaines           | Églises catholiques orientales |
| 3        | Rite oriental | Rite arménien                 | Rite arménien | Église catholique arménienne                 | Églises patriarcales              | Églises catholiques orientales |
| 4        | Rite oriental | Rite chaldéen                 | Rite chaldéen | Église catholique chaldéenne                 | Églises patriarcales              | Églises catholiques orientales |
| 5        | Rite oriental | Rite chaldéen                 | Rite syriaque oriental | Église catholique syro-malabare              | Églises archiépiscopales majeures | Églises catholiques orientales |
| 6        | Rite oriental | Rite antiochien               | Rite maronite | Église maronite                              | Églises patriarcales              | Églises catholiques orientales |
| 7        | Rite oriental | Rite antiochien               | Rite syriaque occidental | Église catholique syriaque                   | Églises patriarcales              | Églises catholiques orientales |
| 7        | Rite oriental | Rite antiochien               | Rite syriaque occidental | Église catholique syro-malankare             | Églises archiépiscopales majeures | Églises catholiques orientales |
| 8        | Rite oriental | Rite byzantin                 | Rite byzantin | Église grecque-catholique melkite            | Églises patriarcales              | Églises catholiques orientales |
| 8        | Rite oriental | Rite byzantin                 | Rite byzantin | Église grecque-catholique ukrainienne        | Églises archiépiscopales majeures | Églises catholiques orientales |
| 8        | Rite oriental | Rite byzantin                 | Rite byzantin | Église grecque-catholique roumaine           | Églises archiépiscopales majeures | Églises catholiques orientales |
| 8        | Rite oriental | Rite byzantin                 | Rite byzantin | Église grecque-catholique ruthène            | autres Églises                    | Églises catholiques orientales |
| 8        | Rite oriental | Rite byzantin                 | Rite byzantin | Église grecque-catholique slovaque           | autres Églises                    | Églises catholiques orientales |
| 8        | Rite oriental | Rite byzantin                 | Rite byzantin | Église grecque-catholique hongroise          | autres Églises                    | Églises catholiques orientales |
| 8        | Rite oriental | Rite byzantin                 | Rite byzantin | Église grecque-catholique bulgare            | autres Églises                    | Églises catholiques orientales |
| 8        | Rite oriental | Rite byzantin                 | Rite byzantin | Église grecque-catholique croate             | autres Églises                    | Églises catholiques orientales |
| 8        | Rite oriental | Rite byzantin                 | Rite byzantin | Église grecque-catholique macédonienne       | autres Églises                    | Églises catholiques orientales |
| 8        | Rite oriental | Rite byzantin                 | Rite byzantin | Église grecque-catholique russe              | autres Églises                    | Églises catholiques orientales |
| 8        | Rite oriental | Rite byzantin                 | Rite byzantin | Église grecque-catholique biélorusse         | autres Églises                    | Églises catholiques orientales |
| 8        | Rite oriental | Rite byzantin                 | Rite byzantin | Église grecque-catholique albanaise          | autres Églises                    | Églises catholiques orientales |
| 8        | Rite oriental | Rite byzantin                 | Rite byzantin | Église grecque-catholique italo-albanaise    | autres Églises                    | Églises catholiques orientales |
| 8        | Rite oriental | Rite byzantin                 | Rite byzantin | Église grecque-catholique hellène            | autres Églises                    | Églises catholiques orientales |
| 8        | Rite oriental | Rite byzantin                 | Rite byzantin | Église grecque-catholique serbo-monténégrine | autres Églises et communautés     | Églises catholiques orientales |
| 8        | Rite oriental | Rite byzantin                 | Rite byzantin | Église grecque-catholique tchèque            | autres Églises et communautés     | Églises catholiques orientales |
| 8        | Rite oriental | Rite byzantin                 | Rite byzantin | communauté grecque-catholique géorgienne     | autres Églises et communautés     | Églises catholiques orientales |
| 9        | Rite latin    | Rite romain                   | Rite romain - forme ordinaire (paulinienne) - forme extraordinaire (tridentine)                                                                           | Église catholique latine                     | Église catholique latine          | Église catholique latine       |
| 10       | Rite latin    | Variantes du rite romain      | Rite zaïrois | Église catholique latine                     | Église catholique latine          | Église catholique latine       |
| 11       | Rite latin    | Variantes du rite romain      | Rite bénédictin | Église catholique latine                     | Église catholique latine          | Église catholique latine       |
| 12       | Rite latin    | Variantes du rite romain      | Usage anglican | Église catholique latine                     | Église catholique latine          | Église catholique latine       |
| 13       | Rite latin    | Autres rites en vigueur       | Rite mozarabe | Église catholique latine                     | Église catholique latine          | Église catholique latine       |
| 14       | Rite latin    | Autres rites en vigueur       | Rite ambrosien | Église catholique latine                     | Église catholique latine          | Église catholique latine       |
| 15       | Rite latin    | Autres rites en vigueur       | Rite de Braga | Église catholique latine                     | Église catholique latine          | Église catholique latine       |
| 16       | Rite latin    | Autres rites en vigueur       | Rite dominicain | Église catholique latine                     | Église catholique latine          | Église catholique latine       |
| 17       | Rite latin    | Autres rites en vigueur       | Rite cartusien | Église catholique latine                     | Église catholique latine          | Église catholique latine       |
| 18       | Rite latin    | Autres rites en vigueur       | Rite cistercien | Église catholique latine                     | Église catholique latine          | Église catholique latine       |
| 19       | Rite latin    | Rites liturgiques historiques | Rite gallican | Église catholique latine                     | Église catholique latine          | Église catholique latine       |
| 20       | Rite latin    | Rites liturgiques historiques | Rite celtique | Église catholique latine                     | Église catholique latine          | Église catholique latine       |
| 21       | Rite latin    | Rites liturgiques historiques | Rite lyonnais | Église catholique latine                     | Église catholique latine          | Église catholique latine       |
| 22       | Rite latin    | Rites liturgiques historiques | Rite prémontré | Église catholique latine                     | Église catholique latine          | Église catholique latine       |
| 23       | Rite latin    | Rites liturgiques historiques | Rite de Sarum | Église catholique latine                     | Église catholique latine          | Église catholique latine       |
| 24       | Rite latin    | Rites liturgiques historiques | Rite carmélite | Église catholique latine                     | Église catholique latine          | Église catholique latine       |
| 25 à +33 | Rite latin    | Autres rites historiques      | Rite bayeusain, rite cambrésien, rite africain, rite de Cologne, usage de Nidaros, usage d'Upsala, rite aquiléain, rite bénéventain, rite durhamais, etc. | Église catholique latine                     | Église catholique latine          | Église catholique latine       |

## La liturgie du «rite» ou rituel
La liturgie du « rite », désigne les diverses cérémonies du culte, propres ou communes à chacune de ces familles liturgiques, par exemple :
- liturgie de la messe
- liturgie de la Parole
- liturgie de l'Eucharistie
- liturgie du Vendredi saint
- liturgie de béatification
- liturgie des Heures (Office divin).